# Kluvet land: Ingen är vän med en fattig
Kluvet land: Ingen är vän med en fattig var ett avsnitt av dokumentärserien Kluvet land, en serie som sändes i Sveriges Radio P1 2012. Det aktuella avsnittet sändes i maj 2012 och skapade debatt och fälldes i Granskningsnämnden för radio och TV. 
Avsnittet var en dokumentär som utformades som att handla om en kvinna som hankade sig fram på olika arbeten men drömde om att bli programledare. Programledare var Mona Masri som både hade ett jäv (som ej nämndes i programmet) i sitt förhållande till kvinnan det handlade om och också hade presenterat fakta på ett ofullständigt eller felaktigt och vinklat sätt.

## Fakta om kvinnan i programmet
I en efterföljande  tidningschatt berättade hon att hon ägde en bostadsrätt, vilket inte framgick i dokumentären. Det framkom även att hon hade en förmögenhet på runt en halv miljon samt att socialtjänsten i Malmö beviljat henne försörjningsstöd enligt reglerna om rådrum med stöd under tiden hon ordnade ett billigare boende. Hon valde dock att behålla den attraktiva bostadsrätten.

## Diskussion om programmet
Sveriges Radio menade att programmet handlade om att vara ung och timanställd och att man inte ansett boendeformen vara av vikt men medgav att man gjort en felbedömning Därpå uppdagades att kvinnan varit timvikarie på samma arbetsplats som programledaren Mona Masri och att de gjort tre radioprogram ihop; dokumentären uppgav felaktigt att de träffats på lokal. Cecilia Bodström på P1 berättade senare att utelämnandet av uppgifterna hade godkänts av ledningen.
Svenska Dagbladet och Expressen kritiserade programmet men Dagens Nyheter försvarade det.
I oktober 2012 fälldes programmet i Granskningsnämnden för radio och TV då det ansågs strida mot kravet på saklighet. I inlagan till nämnden uppgav Sveriges Radio att man utelämnat uppgiften om bostadsrätten på grund av den linje man velat driva.